# TGIF2-C20orf24
TGIF2-C20orf24 (англ. TGIF2-C20orf24 readthrough) – білок, який кодується однойменним геном, розташованим у людей на довгому плечі 20-ї хромосоми. Довжина поліпептидного ланцюга білка становить 155 амінокислот, а молекулярна маса — 17 908.
| 10         |  | 20         |  | 30         |  | 40         |  | 50         |
| ---------- |  | ---------- |  | ---------- |  | ---------- |  | ---------- |
| MSDSDLGEDE |  | GLLSLAGKRK |  | RRGNLPKESV |  | KILRDWLYLH |  | RYNAYPSEQE |
| KLSLSGQTNL |  | SVLQDEFLDV |  | IYWFRQIIAV |  | VLGVIWGVLP |  | LRGFLGIAGF |
| CLINAGVLYL |  | YFSNYLQIDE |  | EEYGGTWELT |  | KEGFMTSFAL |  | FMVIWIIFYT |
| AIHYD      |  |            |  |            |  |            |  |            |

A: Аланін

C: Цистеїн

D: Аспарагінова кислота

E: Глутамінова кислота

F: Фенілаланін

G: Гліцин

H: Гістидин

I: Ізолейцин

K: Лізин

L: Лейцин

M: Метіонін

N: Аспарагін

P: Пролін

Q: Глутамін

R: Аргінін

S: Серин

T: Треонін

V: Валін

W: Триптофан

Білок має сайт для зв'язування з ДНК. 
Локалізований у ядрі, мембрані.